# Intermezzi (Schumann)

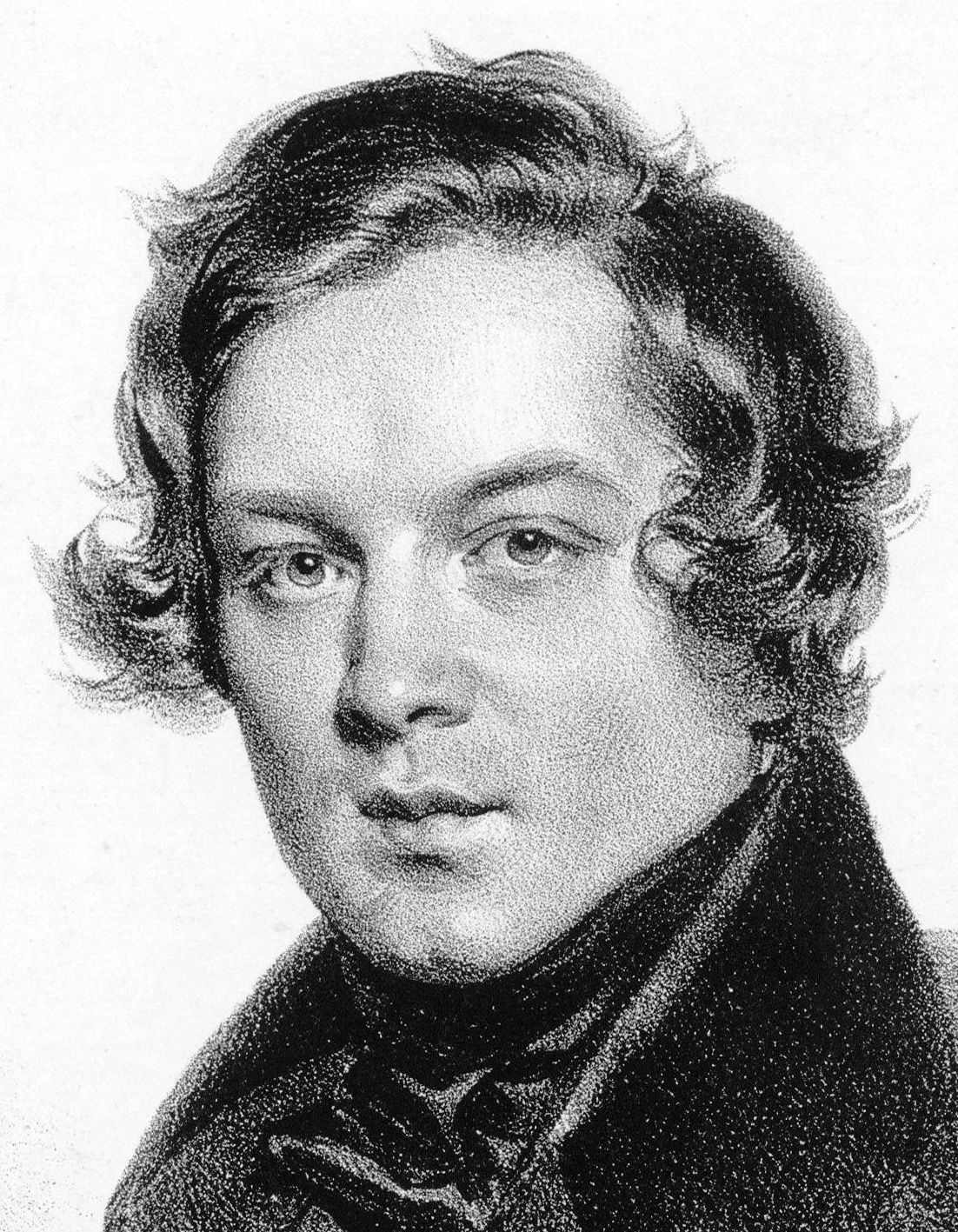
Robert Schumann en 1839.

Intermezzi, Op. 4 es un ciclo de seis piezas para piano compuestas por Robert Schumann en 1832, cuando tenía veintidós años. Su publicación tuvo lugar un año más tarde, en 1833. La obra está dedicada a Johann Wenzel Kalliwoda (1801-1866). Aunque se trata de una de sus obras menos conocidas e interpretadas, ya se observa el estilo romántico e irónico que tanto caracteriza al compositor.

## Historia
En 1830 el joven Schumann, ya instalado en Frankfurt, escuchó el gran virtuoso del violín Niccolò Paganini y, con el deseo de convertirse en el Paganini del piano, decidió después de unos años de incertidumbre dedicarse a la música. A la edad de 20 años ya había actuado con buena crítica ante la gran duquesa Stéphanie de Bade en Mannheim. Así empezó una nueva vida en Leipzig en casa de su maestro y futuro suegro Friedrich Wieck, quien le acabó de entregar las dotes artísticas a fin de completar su formación. Fue entonces cuando cometió un error garrafal que ya ha ocurrido en la historia de la música. Se fabricó un dispositivo que, atándose el cuarto dedo de la mano, lo mantenía en suspensión e inmóvil mientras trabajaban los otros cuatro. Era tal la tensión que se ponían los nervios que no tardó en provocar que la mano se le paralizara. Debido a ese error se le esfumaron las posibilidades de convertirse en un gran concertista.
Decidió, pues, dedicarse plenamente a la creación, aunque ya tenía esas intenciones puesto que había compuesto las Variaciones Abegg Op.1. Heinrich Dorn, director musical del Ópera de Leipzig y más tarde kapellmeister de la corte de Berlín, empezó a darle clases de contrapunto y composición; aunque Schumann estudiaba más de su método y los aprendidos con Wieck que de su maestro. Durante esta época se empezó a interesar por la producción musical de Johann Sebastian Bach, Ludwig van Beethoven y Franz Schubert. Resultado de estos estudios fueron la creación, en 1832, de varias piezas para piano entre las que se encuentran los Papillons Op. 2 y los seis Intermezzi, Op. 4, que originalmente eran el Op. 3.
Cabe destacar que un año más tarde llegó uno de sus primeros intentos de suicidio a causa de depresión, angustia y fobias.

## Estructura y análisis
El ciclo consta de estas seis piezas:
- Intermezzo n.º 1. Allegro quasi maestoso, en la mayor 3
4
- Intermezzo n.º 2. Presto a capriccio, en mi menor 6
8
- Intermezzo n.º 3. Allegro marcato, en la menor 3
4
- Intermezzo n.º 4. Allegro semplice, en do mayor 12
8
- Intermezzo n.º 5. Allegro moderato, en re menor 3
4
- Intermezzo n.º 6. Allegro, en si menor 3
4

Al igual que ocurre con Papillons, esta colección se asemeja a una suite de danzas en la que algunas de las piezas no se identifican como danzas concretas, aunque mantienen formas de danza típicamente ternarias. Se trata de una serie de piezas que contrastan entre sí por su carácter y colorido. Estos intermezzi técnicamente virtuosos, con su fuerte lenguaje rítmico, están relacionados en su estructura formal con el scherzo ternario con un trío central. También contienen alusiones literarias musicales.
En esta obra se ve ya la forma peculiar de Schumann de dar a sus creaciones una expresión simbólica: fundamentándose en alguna idea poética o en algún hecho real. De este modo sale del antiguo campo de la música absoluta y entra en un país poético musical siguiendo una orientación que es característica de la escuela romántica. Podríamos decir que apoderándose de los objetos exteriores, los reproduce hasta su obra artística consiguiendo así interesar no sólo a los hombres que sienten la música sino también a los que piensan. Liszt le llamaba con razón el músico de la época que más piensa en música. Luis Ehlert define su arte como la facultad de condensar en el menor espacio posible el contenido de un inmenso volumen. Como buen romántico, su humorismo se despliega con mucha libertad: a veces, un solo fragmento ya nos da a entender la poética de la pieza y en otras ocasiones nos deja que nosotros mismos descubramos las intenciones.

Schumann escribía sus obras menos por necesidad, menos por el objeto mismo de dar forma o de pintar, que para acomodarse a la circunstancia que le brindaba expresar de la manera por él más naturales sus pensamientos y sentimientos.
—Franz Liszt

### Intermezzo n.º 1. Allegro quasi maestoso
La primera pieza, marcada Allegro quasi maestoso, está escrita en la tonalidad de la mayor y en compás de 3/4. Alterna una sección de "marcha" con una sección central más viva.

### Intermezzo n.º 2. Presto a capriccio
La segunda pieza, marcada Presto a capriccio, está escrita en mi menor y en compás de 6/8. Se trata de un scherzo que representa el viaje de Fausto y Mefistófeles a través del aire. La composición presenta ritmos complejos tanto armónica como melódicamente.

### Intermezzo n.º 3. Allegro marcato
La tercera pieza, marcada Allegro marcato, está escrita en la menor y en compás de 3/4. Está formado por una serie de ritmos y acentuaciones inusuales.

### Intermezzo n.º 4. Allegro semplice
La cuarta pieza, marcada Allegro semplice, está escrita en do mayor y en compás de 12/8. Es el más breve de los intermezzi, a partir de fragmentos de tres obras anteriores que descartó.

### Intermezzo n.º 5. Allegro moderato
La quinta pieza, marcada Allegro moderato, está escrita en re menor y en compás de 3/4. Es mucho más lírica que el resto de piezas, a pesar de su tempo rápido. Su sección central es probablemente el pasaje más hermoso de la serie.

### Intermezzo n.º 6. Allegro
La sexta y última pieza, marcada Allegro, está escrita en si menor y en compás de 3/4. Es impetuosa y virtuosística, ofrece un gran contraste entre la sección principal y la central, que tiene un carácter mendelssohniano.